# Hermes Halpaur

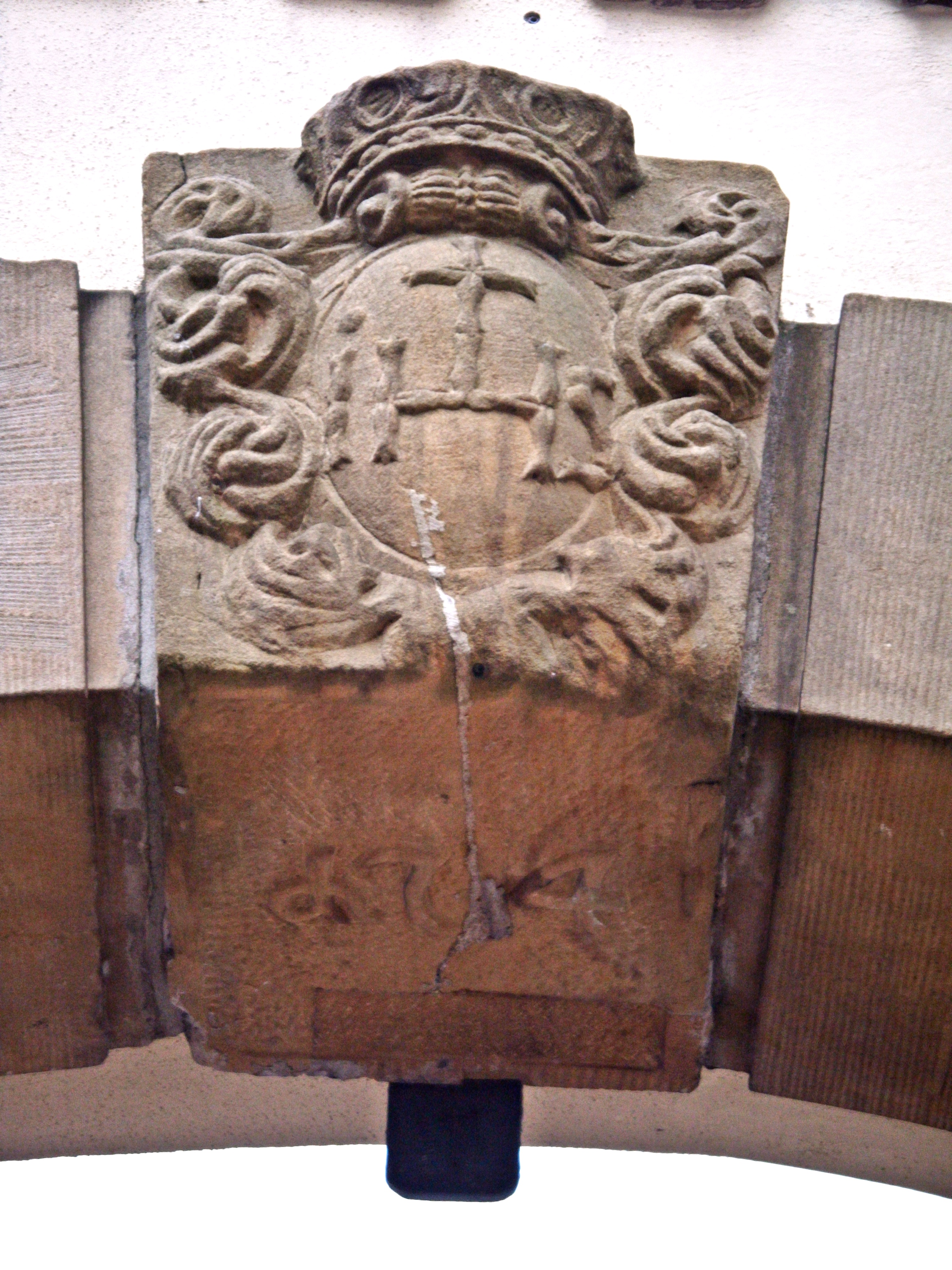
Wappenschlussstein vom Eingangstor des Jesuitenkollegs Speyer

Hermes Halpaur (auch Hermes Halbbauer; * im 16. Jahrhundert; † 17. Februar 1572 in Fulda) war ein österreichischer Jesuit, Prediger und Theologe.

## Leben und Wirken
Er stammte aus Kärnten und trat 1552 zu Wien in den Jesuitenorden ein. In der Folge wurde er ein enger Mitarbeiter von Petrus Canisius. 1559 lehrte Hermes Halpaur Philosophie an der Universität Ingolstadt.
1561 berief Kaiser Ferdinand I. die Jesuiten nach Innsbruck. Halpaur gehörte zu den ersten Ordensmitgliedern, die dort arbeiteten, und war von Petrus Canisius entsandt worden, der bald auch selbst hierher nachfolgte. Hermes Halpaur wirkte in Innsbruck u. a. als Prediger an der  Hofkirche, wo er laut Beda Weber „alle Gemüter erfrischte, durch Klarheit, Innigkeit und Eindringlichkeit seines Vortrags“. Des Kaisers ledige Töchter Magdalena von Österreich, Helena von Österreich und Margarethe von Österreich betreute er als Beichtvater.
Als 1567 das Jesuitenkolleg Speyer gegründet wurde, avancierte Pater Hermes Halpaur zu dessen erstem Rektor. Er hielt sich bereits seit Herbst 1566, in der Nachfolge von Pater Lambert Auer, als provisorischer Domprediger in Speyer auf und begann bald danach mit dem Unterricht seines Ordens an der Domschule. 1571 löste ihn sein Mitbruder Peter Michael Brillmacher als Rektor ab und konnte Halpaurs Aufbauarbeit erfolgreich fortsetzen.
Diesen entsandte man im gleichen Jahr nach Fulda, wo er am 24. November 1571 eintraf. Hier hatte Fürstabt Balthasar von Dernbach um die Gründung einer Ordensniederlassung nachgesucht, wobei man u. a. wieder auf Pater Hermes Halpaur zurückgriff. Am  17. Februar 1572 brach er bei einer Predigt im Fuldaer Dom tot zusammen.